# Advanced Microcontroller Bus Architecture
Pour les articles homonymes, voir AMBA.
Advanced Microcontroller Bus Architecture, souvent appelée AMBA, est une famille de bus informatiques utilisé sur les systèmes sur une puce (ou SoC, où l'intégralité du système est contenu sur une seule puce). Ce type de processeur est principalement utilisé sur les smartphones, tablettes et smartbooks.
AMBA, marque enregistrée par ARM Limited et standard ouvert, est une spécification d'interconnexion sur une seule puce pour la connexion et la gestion des blocs fonctionnels dans un SoC). Il facilite le développement right-first-time (bon dès le premier coup) de systèmes multi-processeurs avec un nombre important de contrôleurs et périphériques.
Il a été présenté par ARM en 1996. Les premiers bus AMBA sont le « Bus système avancé » (Advanced System Bus ou ASB)  et le « Bus périphérique avancé » (Advanced Peripheral Bus ou APB). Dans sa deuxième version, AMBA 2, au cœur de l'architecture ARM est ajouté le bus AMBA haute performance (Advanced High-performance Bus ou AHB) qui est un protocole avec horloge unique. En 2003, ARM présente la troisième génération, AMBA 3, incluant AXI (Advanced eXtensible Interface) afin d'atteindre de meilleures performances d'interconnexion, et le bus de trace avancé (Advanced Trace Bus ou ATB) comme partie intégrante de la solution de déboguage et traçage sur puce CoreSight. En 2010, les spécifications de l'AMBA 4 sont présentées en commençant par l'AMBA 4 AXI4, puis, en 2011 le système de cohérence large est étendu avec l'AMBA 4 ACE. En 2013 les spécifications de l'AMBA 5 CHI (Coherent Hub Interface, interface de concentrateur cohérente) sont présentées, avec une couche de transport à haute vitesse re-conçue et des fonctionnalités conçues pour réduire les congestions.

## Les différents bus
Les différents bus spécifiés par cette norme sont :
- Advanced High-performance Bus (AHB) ;
- Advanced eXtensible Interface (AXI) ;
- Advanced Peripheral Bus (APB) ;
- Advanced System Bus (ASB).

Le bus AXI est composé également de deux bus qui en sont dérivés :
- le bus AXI Stream pour les flux de données ;
- le bus AXI Lite pour contrôler des registres.